# Звиниця (княжич)
Звиниця (болг. Звиница , Zviniča; у грецьких джерелах називається Zbēnitzēs) — болгарський княжич, який жив у ІХ столітті.

## Життєпис

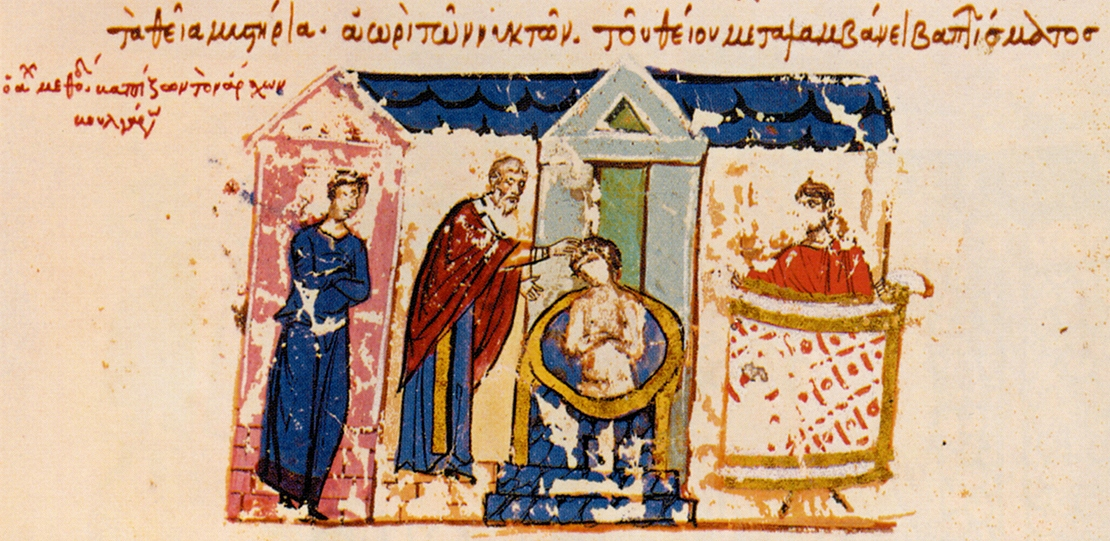
Хрещення онука Звиниці Бориса, через якого Звиниця був предком пізніших правителів Болгарії

Звиниця був сином князя Омуртага і невідомої жінки, а отже, онуком Крума і братом Енравота і Маламира. Як другий син свого батька, Звиниця не мав стати правителем болгар. Звіниця одружився з невідомою жінкою, яка народила від нього принаймні одну дитину — сина на ім'я Пресіан.
Після смерті Омуртага новим правителем став Маламир, оскільки старший брат, Енравота, вважався небезпечним та цікавився християнством, а Звиниця помер раніше свого батька. Маламир наказав стратити Енравоту. Після смерті Маламира Пресіан став правити як Пресіан I, а через нього Звиниця був дідом князя Бориса I і Анни Пресіанки.